# Kropîvna, Zolociv
Kropîvna (în ucraineană Кропивна) este un sat în comuna Jukiv din raionul Zolociv, regiunea Liov, Ucraina.

## Demografie
Componența lingvistică a localității Kropîvna
     Ucraineană (100%)
Conform recensământului din 2001, toată populația localității Kropîvna era vorbitoare de ucraineană (100%).